# Ochthebius delyi
Ochthebius delyi är en skalbaggsart som först beskrevs av Franz Hebauer 1990.  Ochthebius delyi ingår i släktet Ochthebius och familjen vattenbrynsbaggar. Inga underarter finns listade i Catalogue of Life.